# Salvestro de' Medici

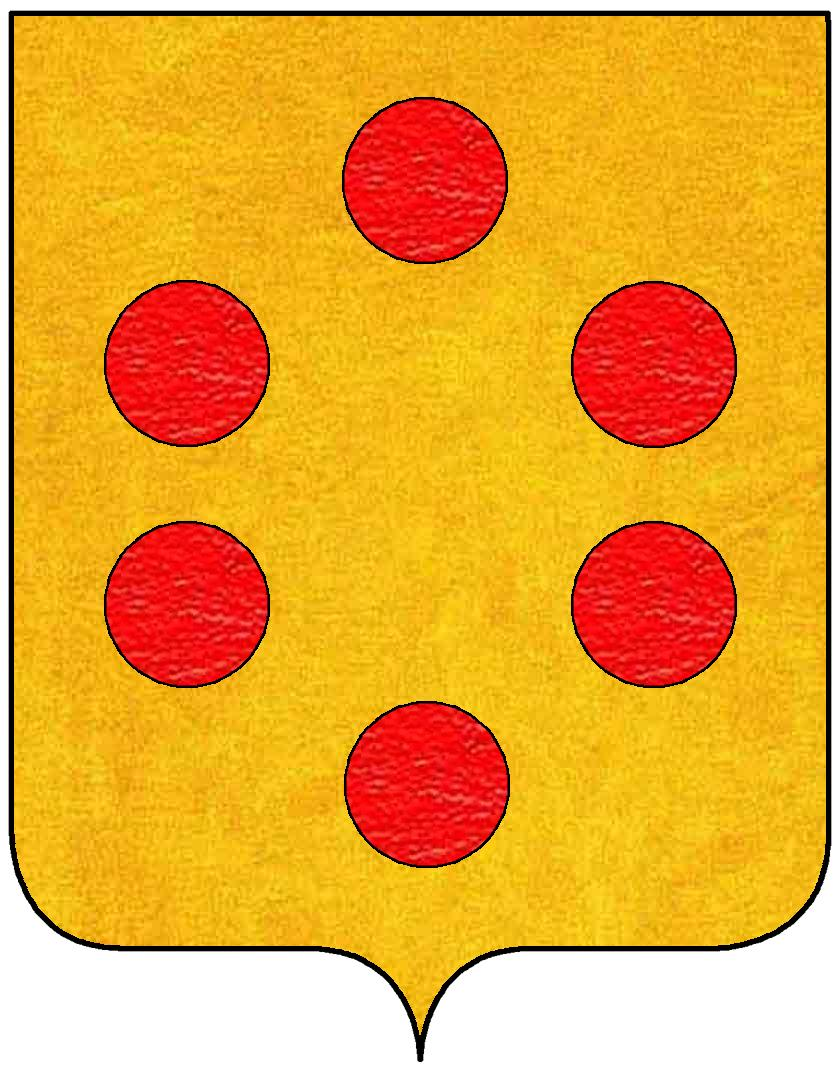
Antico stemma dei Medici

Salvestro di Alamanno de' Medici (Firenze, 1331 ? – Firenze, 1388) è stato un politico italiano, che ricoprì per primo nella famiglia Medici, all'epoca appartenente alla media nobiltà locale, importanti cariche nella sua città, come quelle di Gonfaloniere di Giustizia e priore.

## Biografia
Salvestro era membro della classe patrizia della città avversa alla politica della componente guelfa allora dominante. I nobili guelfi al potere attuavano la loro politica oligarchica, tenendo fuori dalla vita politica cittadina le cosiddette Arti Minori, cioè quella serie di artigiani e di "popolo minuto" riuniti nelle corporazioni meno prestigiose e redditizie, distinte dalle Arti Maggiori. Oltre a queste arti esisteva il "proletariato" ossia la massa di lavoratori e braccianti non qualificati, la cui insoddisfazione scoppiò di lì a poco nella Rivolta dei Ciompi.
Iniziò la sua carriera politica membro come dei Priori delle Arti nel 1358, dopo essere stato armato Cavaliere nel 1351; fu Capitano di Pistoia nel 1360 (lo fu di nuovo nel 1381).
Salvestro venne eletto gonfaloniere di Giustizia nel 1378 e una volta in carica nella più alta carica dello stato fiorentino, intraprese una politica anti-guelfa, ripristinando alcune leggi restrittive verso la nobiltà, riducendo i poteri dei Capitani di Parte e richiamando gli ammoniti. Apparentemente, i nobili erano già esclusi dalla vita politica, ma nei fatti potevano ancora condizionarla fortemente grazie alla loro appartenenza alla parte guelfa, che dopo l'espulsione dei ghibellini era l'unica parte ammessa a ricorire cariche pubbliche; in tale veste di custodi dell'ortodossia guelfa, i nobili potevano estromettere chiunque volessero dalle carriere politiche, sotto il semplice pretesto di essere ghibellino (accusa che non passava per alcuna valutazione di soggetti terzi e imparziali); scopo di queste nuove leggi era quindi quello di ridurre e infine di eliminare tale potere che i nobili avevano di condizionare la politica cittadina. Queste leggi scatenarono una forte opposizione dei nobili.
Nel 1378 scoppiò il Tumulto dei Ciompi, con i lavoratori operai soprattutto nel campo della produzione laniera che chiedevano di partecipare alla vita politica cittadina con la creazione di nuove Arti che gli riguardassero. La loro violenta rivolta che portò a ritorsioni contro la nobiltà, con vessazioni, incendi di case e saccheggi.
Durante la rivolta Salvestro sostenne le richieste degli operai della lana e appoggiò le rivendicazioni contro l'oligarchia cittadina. Il 21 luglio 1378, durante il gonfalonierato di Michele di Lando, il capo dei Ciompi, Salvestro e altri 63 cittadini vennero dichiarati Cavalieri Governatori della Repubblica e in seguito gli fu concesso una parte del reddito proveniente dalla tassazione, un privilegio però in seguito rimosso, quando i ciompi stessi sospettarono Lando di favorire troppo la media borghesia.
Salvestro fu poi uno degli uomini chiave nelle contro-rivolta, dove il popolo grasso (il ricco patriziato cittadino) si alleò con la borghesia del popolo minuto contro i Ciompi, i quali nel frattempo avevano manifestato tra di loro segni di divisione e cedimento. In lotta contro Lando stesso e rimasti senza alleati, nel 1382 i Ciompi venivano sconfitti, le loro arti furono sciolte e molti di essi dovettero abbandonare la città. Salvestro in quel periodo fu uno degli uomini con maggior potere e fu accusato di tirannia, tanto da essere esiliato nel 1382, quando la fazione guelfa degli Albizi ebbe il sopravvento.
Salvestro era lontano cugino di Giovanni di Bicci de' Medici, il fondatore della dinastia medicea.

## Discendenza
Si sposò con Bartolomea Altoviti ed ebbe sei figli:
- Margerita, sposò Ranieri Squarcialupi
- Onofria, sposò Michele Ristori
- Niccolò, podestà di Sansepolcro nel primo semestre del 1361[2]
- Alamanno, sposò Margherita Covoni
- Gregorio
- Caterina, sposò Gabriello Panciatici

## Salvestro detto Chiarissimo
Un altro personaggio della famiglia Medici chiamato Salvestro è il figlio di Averardo de' Medici (che era morto prima del 1319). Veniva detto Chiarissimo.